# Liste des maires de Valence (Tarn-et-Garonne)
Cet article dresse une liste par ordre de mandat des maires de Valence.

## Liste des maires
| Période                                  | Période           | Identité                                 | Étiquette      | Qualité                                                                                              |
| ---------------------------------------- | ----------------- | ---------------------------------------- | -------------- | --- |
| Les données manquantes sont à compléter. |                   |                                          |                | |
| 1789                                     | 1790              | Arnaud Moulenq                           |                | |
| 1790                                     | 1790              | Charles Delpey                           |                | |
| 1790                                     | 1791              | Labro Delpey                             |                | |
| 1791                                     | 1792              | Clair Degenes                            |                | |
| 1792                                     | 1794              | M. Tessine                               |                | |
| 1794                                     | 1794              | Alexandre Ducom                          |                | |
| 1794                                     | 1795              | Arnaud Dupuy                             |                | |
| 1795                                     | 1800              | François Moulenq                         |                | |
| 1800                                     | 1801              | Arnaud Laborie                           |                | |
| 1801                                     | 1803              | Jean Lasserre                            |                | |
| 1803                                     | 1804              | Jean Singou                              |                | |
| 1804                                     | 1809              | Clair Degenes                            |                | |
| 1809                                     | 1810              | Fois Courounat                           |                | |
| 1810                                     | 1816              | Arnaud Moulenq                           |                | |
| 1816                                     | 1830              | François Mesples                         |                | |
| 1830                                     | 1834              | Erasme Betoliere                         |                | |
| 1834                                     | 1840              | Antoine Gregoire                         |                | |
| 1840                                     | 1848              | Mathieu Ginestet                         |                | |
| 1848                                     | 1848              | Armand Boudet                            |                | |
| 1848                                     | 1855              | Xavier Moulenq                           |                | Conseiller général de Valence                                                                        |
| 1855                                     | 1857              | Alphonse Lale                            |                | |
| 1857                                     | 1860              | Xavier Moulenq                           |                | Conseiller général de Valence                                                                        |
| 1860                                     | 1865              | François Moulenq                         |                | |
| 1865                                     | 1865              | Théodore Talbere                         |                | |
| 1865                                     | 1870              | Xavier Moulenq                           |                | Conseiller général de Valence                                                                        |
| 1870                                     | 1874              | Émile Rouch                              |                | |
| 1874                                     | 1881              | Xavier Moulenq                           |                | Conseiller général de Valence                                                                        |
| 1881                                     | 1882              | Auguste Picard                           |                | |
| 1882                                     | 1884              | Xavier Moulenq                           |                | Conseiller général de Valence                                                                        |
| 1884                                     | 1886              | Auguste Greze                            |                | |
| 1886                                     | 1888              | Blon Laborie                             |                | |
| 1888                                     | 1892              | Émile Rouch                              |                | |
| 1892                                     | 1904              | Étienne Trubert                          |                | |
| 1904                                     | 1er octobre 1930  | Jean-Baptiste Chaumeil                   | PRRRS          | Entrepreneur de travaux publics Patron de La Dépêche du Midi Député                                  |
| 1930                                     | 1940              | Jean Baylet (neveu du précédent)         | PRRRS          | Patron de La Dépêche du Midi Conseiller général de Valence Député                                    |
| septembre 1945                           | 28 septembre 1958 | Jean Baylet                              | PRRRS          | Patron de La Dépêche du Midi Conseiller général de Valence Député                                    |
| 14 décembre 1958                         | 29 mai 1959       | Jean Baylet                              | PRRRS          | Patron de La Dépêche du Midi Conseiller général de Valence Député                                    |
| juin 1959,                               | mars 1977         | Évelyne Baylet (épouse du précédent)     | PRRRS puis MRG | Patronne de La Dépêche du Midi Conseillère générale de Valence,                                      |
| mars 1977                                | 19 mars 2001      | Jean-Michel Baylet (fils des précédents) | PRG            | Patron de La Dépêche du Midi Conseiller général de Valence Député Sénateur Ministre                  |
| 19 mars 2001                             | 23 mai 2020       | Jacques Bousquet,                        | PRG-MRSL       | 3e vice-président de la CC des Deux Rives, Conseiller régional de Midi-Pyrénées                      |
| 23 mai 2020                              | En cours          | Jean-Michel Baylet                       | PRG            | Patron de La Dépêche du Midi Conseiller départemental de Valence Ancien Député, sénateur et ministre |